# Tillbaka till framtiden
Tillbaka till framtiden (engelska: Back to the Future) är en amerikansk science fiction-film från 1985 i regi av Robert Zemeckis, med manus av Zemeckis och Bob Gale. I huvudrollen ses Michael J. Fox, som Marty McFly, en tonåring som åker tillbaka i tiden till 1955, där han möter sina framtida föräldrar och av misstag får sin mamma att bli kär i honom. I övriga huvudroller ses Christopher Lloyd, Lea Thompson, Crispin Glover och Thomas F. Wilson. Lloyd spelar den excentriske uppfinnaren Dr. Emmet Brown, som är Martys vän och som hjälper honom att få sina föräldrar att bli ihop, för att reparera skadan deras tidsresa orsakat historien. De försöker också finna ett sätt för Marty att återvända tillbaka till 1985.
Filmen hade premiär den 3 juli 1985 i USA, samt den 18 december samma år i Sverige. Den drog in 381 miljoner USD i hela världen, och drog därmed in mest pengar av alla årets filmer. Filmen belönades med en Oscar för Bästa ljudredigering och blev också nominerad för bästa originalmanus, bästa ljud och bästa sång. Filmen fick två uppföljare, Tillbaka till framtiden del II (1989) och Tillbaka till framtiden del III (1990).
Under åren efter dess premiär har Tillbaka till framtiden ökat i uppskattning och anses nu vara en av 1980-talets största filmer, en av de bästa science-fiction filmerna som gjorts och en av de största filmerna någonsin. År 2007 valde USA:s kongressbibliotek filmen för bevarande i National Film Registry.

## Handling
Den 17-årige Marty McFly (Michael J. Fox) är kompis med uppfinnaren Dr. Emmett Brown (Christopher Lloyd) som har byggt en tidsmaskin av en DeLorean DMC-12.
Samma kväll som Dr Brown visar upp sin tidsmaskin för Marty genom att skicka sin hund, Einstein, en minut fram i tiden, blir Doc plötsligt skjuten av de terrorister som blivit lurade att ge Doc det plutonium som krävs för att driva tidsmaskinen. Marty försöker fly undan terroristerna och kastar sig in i tidsmaskinen som efter en kort biljakt plötsligt gör ett tidshopp.
Marty befinner sig nu i år 1955. Dessvärre tar plutoniumet slut i tidsmaskinen och Marty tvingas leta rätt på den "unge" Dr. Brown för att be honom om hjälp att ta sig hem. Av en slump träffar han på sina föräldrar och upptäcker till sin fasa att hans mamma blir kär i honom, inte i hans pappa.
Marty måste nu få sina föräldrar att bli kära i varandra (om han fortfarande vill existera 1985), försöka varna sin vän Dr. Brown om vad som kommer att hända honom i framtiden och laga tidsmaskinen innan han åker tillbaka till framtiden. Han kommer ihåg att föräldrarna berättat om den skolbal där de kysstes för första gången och planerar att sammanföra dem där.
För att ta sig tillbaka till 1985 utan plutonium behöver Marty använda åskan som energikälla. Genom ett informationsblad som han fått där man vill samla in pengar till att reparera klocktornet som träffades av en blixt 1955 räknar han ut att det är där och då återresan måste ske.

## Rollista i urval
- Michael J. Fox som Marty McFly, en gymnasieelev och blivande musiker
- Christopher Lloyd som Emmett "Doc" Brown, en excentrisk vetenskapsman som experimenterar med tidsresor[10]
- Lea Thompson som Lorraine Baines-McFly, en tonåring från 1955 som växer till Martys olyckliga, alkoholiserade mamma[11]
- Crispin Glover som George McFly, en nördig gymnasieelev från 1955 som växer till Martys fega, undergivna far[11]
- Thomas F. Wilson som Biff Tannen, en mobbare från gymnasiet från 1955 blev Georges chef 1985[12]

## Produktion
Zemeckis och Gale skrev manuset efter att Gale funderat över ifall han skulle varit vän med sin far om de skulle ha gått i skolan tillsammans.
Ett flertal filmstudior avvisade filmens manus tills Zemeckis film Den vilda jakten på stenen visade sig vara en succé. Zemeckis frågade Steven Spielberg om han kunde bli producent, vilket han gick med på, och producerade projektet hos Amblin Entertainment, med Universal Pictures som distributör. Skaparna av filmen ville från början att Michael J. Fox skulle spela huvudrollen, men han var upptagen med att spela i sin TV-serie Fem i familjen och seriens producent vägrade att låta Fox spela rollen i filmen. Detta ledde till att filmteamet istället lät Eric Stoltz spela huvudrollen. Medan filmen började spelas in insåg Stoltz och filmskaparna att rollen inte fungerade. Vid denna period hade Fox fått ett mer flexibelt schema och TV-seriens producenter tillät Fox att vara med i filmen, så länge han också ägnade tillräckligt med tid även på TV-serien.

## Spinoffer, uppföljare och spel
Filmens framgångar ledde till att tre spinoff-projekt gjordes. Det amerikanska TV-bolaget CBS sände en tecknad serie, Back to the Future: The Animated Series, och Harvey Comics släppte en handfull av serietidningar. 1991 öppnade Universal Studios Theme Parks en åkattraktion baserad på filmerna och kallades Back to the Future: The Ride. Filmerna kom även som TV-spel, bland dem Back to the Future och Back to the Future II & III till NES, Back to the Future Part III till Mega Drive och Super Back to the Future till Super Famicom blev kritiserade av The Angry Video Game Nerd.
Filmen fick också två direkta uppföljare, Tillbaka till framtiden del II och Tillbaka till framtiden del III.
En lustig detalj är att första filmens slutscen blir den första scenen i den andra filmen. Dock filmades scenen på nytt med en ny skådespelare då den första inte var tillgänglig för en ny film. Likaväl den sista scenen i den andra filmen blir början till den första scenen i den tredje filmen. Den sistnämnda är dessutom identisk med scenen i den första filmen där Marty och bilen skickas åter hem till 1985, en "episkt" central scen i hela trilogin som därmed fann en plats i alla tre filmerna.
År 2010 släpptes datorspelet Back to the Future: The Game som är en fortsättning som utspelas efter tredje filmen.
I TV-serien Spin City, där Michael J. Fox spelar huvudrollen Mike Flaherty, gästar Christopher Lloyd i karaktären av Flahertys gamle mentor (S3:A18). I den inledande scenen så spelar karaktärerna på skådespelarnas gemensamma historia genom att nämna filmernas originaltitlar på engelska fram och tillbaka mellan sig.

## Tematisk analys
Huvudtemat i Tillbaka till framtiden handlar om att ta kontroll och personligt ansvar över sitt eget öde. Lea Thompson sa att filmen representerar hur ett ögonblick kan få betydande och bestående inverkan på människans liv.

## Arv
Tillbaka till framtiden betraktas nu som ett landmärke för amerikansk film. Filmen höjde Michael J. Fox från en ekonomiskt kämpande skådespelare till en av de mest efterfrågade och globalt erkända stjärnorna i Hollywood. År 2012 sa Lea Thompson att hennes roll som Lorraine var en av de största i hennes karriär. Crispin Glover sa att han hade sett filmen en gång och gillat delar av den, men ogillade det moraliska budskapet i slutet.

## Bildgalleri

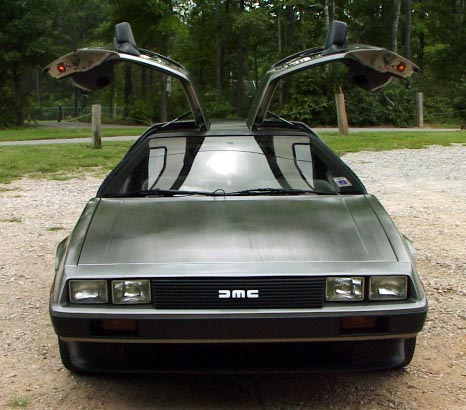
En DeLorean, modell DMC-12, som användes som tidsmaskin i Tillbaka till framtiden-filmerna.
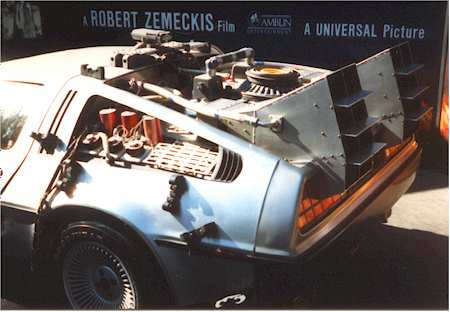
Tidsmaskinen i första filmen då den drivs med plutonium.
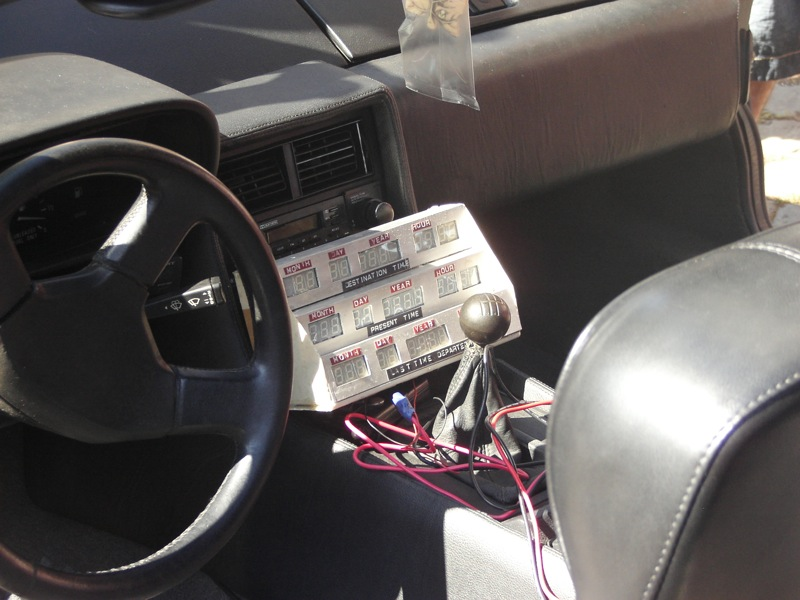
Kontrollpanelen för tidsmaskinen.